# 브루노 필리피

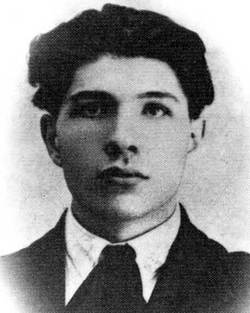

브루노 필리피(Bruno Filippi, 1900년 3월 30일 - 1919년 9월 7일)은 렌조 노바토레와 함께 개인주의적 아나키스트 저널인 이코노클라스타!(Iconoclasta!)를 발행했던 이탈리아의 개인주의적 아나키스트 작가이자 활동가이다.

## 삶과 저작들
필리피는 리보르노의 대가족에서 6형제 중 첫째로 태어났으며, 그의 아버지는 조판공이였다. 그가 아직 아이였을 때 그의 가족은 밀라노로 이주했고, 1915년 무렵부터 그는 이미 지역 경찰과 많은 충돌이 있었다. 같은해에 반군사주의 시위 중에 충알이 없는 뜨거운 총을 가진채로 체포 되었다.
아직 청소년기인 시절에 그는 막스 슈티르너의 철학을 발견했고, 이를 포용한다. 필리피는 악명높은 개인주의적 아나키스트인 렌조 노바토레와 함께 협력하여 개인주의적 아나키스트 저널인 이코노클라스타!(우상의 파괴자, Iconoclasta!)를 발행했고, 이의 정기적인 기여자였다. 1920년 신문의 편집자들은 그의 많은 글들을 엮어서 Posthumous Writings of Bruno Filippi. 라는 제목의 책자를 인쇄했다.
1919년 전쟁 이후에 붉은 2년(Biennio Rosso)이라고 불리는 사건이 발생했고, 그는 이에 참여한다. 1919년 9월 7일 필리피는 밀라노의 지배계급의 회의가 열리는 곳에 사용하기 위한 폭탄을 옮기던 중에 폭탄이 잘못 터져서 사망했다. 렌조 노바토레는 그를 추모하며 “"In The Circle of Life. In Memory of Bruno Filippi."라는 글을 썼다.

## 유산과 영향
이탈리아의 아나키스트인 벨그라도 페드리니(Belgrado Pedrini)는 다른 이들과 함께 카라라에 Circolo Anarchico Bruno Filippi를 세웠다. 페드리니는 이후 그의 글들을 엮어서 L’Iconoclasta라는 이름으로 출판했다.
현대 미국의 에고이스트적 아나키스트인 울피 랜드스트라이커(Wolfi Landstreicher)는 The rebel's dark laughter: the writings of Bruno Filippi라는 제목으로  그의 몇몇의 글들을 영어로 번역했다. 그가 말하길 “그의 에세이와 이야기들 그리고 산문시는 어떤 형태의 지배와 복종이든 간에 자비를 보이지 않았다. 그들을 착취하고 억압하는 주인에게 대항하지 않고서 자신을 버리는 노예들에 대하여, 그는 가혹한 평가를 내렸다. 그는 렌조 노바토레처럼 계급 분석의 분석의 부족으로 인하여 실수를 할 수도 있다. 하지만 주인의 명령에 따라 어떠한 항의도 하지 않은 채 서로를 도살하는 노동자와 가난한 이들을 그 명령에 복종하길 거부한 소수로서 바라 보았을 때, 그러한 양들과 같은 태도에 역겨움을 느끼지 않는 것이란 어려운 일이였을 것이다. 1919년 이탈리아에서 봉기가 발생했을 때, 필리피는 착취받는 반란자들과 함께 싸웠다. 그는 누가 적인지 분명히 알고 있었다.”
2004년에 프란체스코 페레그리노(Francesco Pellegrino)는 Libertà estrema. Le ultime ore dell'anarchico Bruno Filippi를 출판했다.

## 휴일
나는 이상한 짐승이다. 이가 들끓는 곳에 살며 말린 대구를 먹는다. 나는 “병영”이라고 불리는 더럽고 억압적인 감옥에서 살인을 배운다. 퇴보와 도살의 오랜 세월을 겪으며 나는 인간의 양심을 잃게 되었다. 그렇게 나는 칙칙한 군복과 스파이크 박힌 군화를 신고서 슬프게 도시로 향한다.
누가 나를 “영광스런 군인”이라 부르는가? 맙소사, 위대한 영광이라니! 내가 시체와 피와 함께 4년을 살았기에, 내가 자신의 것이 아닌 증오에 취해 수천 번의 공격을 감행했기에, 당신은 나를 “영광스럽다” 말한다. 이 악명 높은 영광을 내게서 가져가라! 나는 죽음의 거대한 시선과 부패한 상처들, 내 손과 마음을 얼룩지게 한 피의 웅덩이를 잊을 수 없다.
내가 아직 사랑을 할 수 있을까? 내가 아직 어린아이들을 내 품에 안을 수 있을까? 당신은 내 눈에 비치는 대학살의 광경이 보이지 않나요? 죽은 자들 가운데 4년을 살아온 자가 여전히 사랑을 할 수 있을까?
어제의(얼마나 기나긴 어제인지!) 나는 황금빛 햇살과 농작물의 향기에 둘러싸여 힘차게 노래하며 비옥한 대지를 쟁기질했었다. 부름이 들려왔고, 참호에서 수천 명이 그들을 기다리던 죽음을 맞이했다. 노동의 빵은 고단했고, 주인의 교만함은 이를 귀하고 값진 것 이라고 여기게 했다. 하지만 두 팔엔 활력이 넘쳤고 내 마음은 희망찼다. 하지만 지금 내 두뇌는 공허함이 가득하며 무기력할 뿐이다.
전쟁은 끝났다. 그러나 나는 여전히 죄수이며, 무거운 배낭과 저주받은 총을 쥐고서 거리를 배회한다. 명령과 나팔소리는 여전히 울려 퍼지며, 나는 짐승처럼 복종한다. 엄마? 아기들? 하지만 그것이 내 것이 될 수 있을까?
나는 지금 다른 무언가가 되었다. 내는 “영광스러운 군인”이 되었다.
오 대지여! 너의 아이는 더 이상 너의 가슴을 파헤치며 노래하지 못할 것이다. 내가 갈 때, 위대한 날에 너를 찾아갈 때 너의 향기로운 대지의 품에 나를 안아다오, 내 머리에 부끄럼 많은 제비꽃이 피게 해다오.
그리고 아직… 나는 공격의 격렬한 분노를 기억한다. 왜 나는 싸우고 죽였던 거지? 왜 나는 내 핏줄에 흐르는 공포를 인정하지 않았던 것일까?
나는 아직  나의 심장을 격렬히 요동치게 했던 어제의 소총을 지니고 있다. 왜 나는 나의 진정하고 악의적인 적에대한 공격을 재개하지 않는 것일까? 왜 나는 그렇게 겁쟁이가 되어버린 것일까?
철수의 나팔 소리가 울려 퍼졌다. 나는 슬픈 병영으로 돌아와 잠의 평화가 기다리는 침대에 자신을 던진다. 나는 태양이 죽는 것을 보았다. 하늘은 마치 거대한 피의 얼룩 같았으며, 무한의 배엔 무시무시한 상처가 펼쳐졌다.
그리고 대지가 나에게 말했다. 이것은 격려의 달콤한 말을 속삭였다. 해버려…  이것이 말했다. 그리고 바람소리가 그 말을 반복했고, 나뭇잎의 바스락 거림이 이를 반복했다. 그리고 마침내 마지막 나팔 소리가 의기양양하게 말하는듯했다. 해버려, 해버려!

때가 되면 감히 저지르는 법을 알게 되겠지!
 — Bruno Filippi, A Day Off

## 같이 보기
- 렌조 노바토레
- 일리걸리즘